# Kritisches Phänomen
Kritische Phänomene sind in der Physik ein Oberbegriff für die charakteristischen Verhaltensweisen von Materialien in der Nähe eines ihrer kritischen Punkte.
Kritische Phänomene treten zum Teil – jedoch nicht ausschließlich – bei Phasenübergängen zweiter Ordnung auf. Besonders charakteristisch ist bei fast allen Modellen die Divergenz der Korrelationslänge {\displaystyle \xi } bei Annäherung an die kritische Temperatur {\displaystyle T_{\text{c}}}:
{\displaystyle \xi \propto |T-T_{\text{c}}|^{-\nu }}
mit einem modellabhängigen, aber innerhalb sehr großer Universalitätsklassen einheitlichen Wert des kritischen Exponenten {\displaystyle \nu }.
Quantitativ sind die kritischen Phänomene außerdem vor allem durch algebraische Divergenzen von Ordnungsparametern und Skalierungsbeziehungen zwischen verschiedenen Größen, fraktales Verhalten und die Verletzung der Ergodizität gekennzeichnet.
Kritische Phänomene werden auch in der Soziophysik betrachtet.

## 2D-Ising-Modell

Das 2D-Ising-Modell am kritischen Punkt (mit H = 0)

Das gleiche Modell bei einer Temperatur deutlich unterhalb des kritischen Werts

Zur Veranschaulichung des Verhaltens kritischer Phänomene kann das zweidimensionale Ising-Modell verwendet werden. Dieses beschreibt ein Feld klassischer Spins, die nur die zwei diskreten Zustände +1 und −1 annehmen können. Die Wechselwirkung wird durch den klassischen Hamiltonoperator beschrieben:
{\displaystyle H=-J\sum _{[i,j]}S_{\text{i}}\cdot S_{\text{j}}}.
Dabei erstreckt sich die Summe über benachbarte Paare und {\displaystyle J} ist eine als konstant angenommene Kopplungskonstante. Falls sie positiv ist, weist das System unterhalb einer kritischen Temperatur {\displaystyle T_{\text{c}}}, der Curietemperatur, ferromagnetische langreichweitige magnetische Ordnung auf. Oberhalb dieser Temperatur ist es paramagnetisch und bei zeitlicher Mittelung ohne Ordnung.
Am absoluten Nullpunkt kann der thermische Erwartungswert {\displaystyle \langle S_{\text{i}}\rangle _{T}} nur einen der Werte +1 oder −1 annehmen:
{\displaystyle T=0:\qquad \langle S_{\text{i}}\rangle _{T}=\pm 1}
Bei höheren Temperaturen ist der Zustand unterhalb von {\displaystyle T_{\text{c}}} insgesamt gesehen noch immer magnetisiert:
{\displaystyle 0<T<T_{\text{c}}:\qquad \langle S_{\text{i}}\rangle _{T}=\pm \sigma (T)} mit {\displaystyle 0<\sigma (T)<1,}
d. h. es treten jetzt Bereiche (Cluster) mit unterschiedlichem Vorzeichen auf. Den typischen Durchmesser dieser Cluster bezeichnet man als Korrelationslänge {\displaystyle \xi .} Mit Erhöhung der Temperatur bestehen die Cluster selbst aus immer kleineren Clustern.
Die Korrelationslänge wächst mit der Temperatur, bis sie am kritischen Punkt divergiert:
{\displaystyle T\to T_{\text{c}}:\qquad \xi \to \infty }
Dies bedeutet, dass das gesamte System jetzt einen einzelnen Cluster bildet und es keine globale Magnetisierung mehr gibt.
Oberhalb der kritischen Temperatur ist das System global ungeordnet, besteht jedoch aus geordneten Clustern, deren Größe sich mit steigender Temperatur verringert. Die Größe der Cluster definiert wiederum die Korrelationslänge. Im Grenzwert sehr großer Temperaturen ist diese Null und das System vollständig ungeordnet:
{\displaystyle T\to \infty :\qquad \xi \to 0}

### Kritischer Punkt
Am kritischen Punkt divergiert die Korrelationslänge. Diese Divergenz ist die Ursache dafür, dass auch andere physikalische Größen,  z. B. die spezifische Wärme, an diesem Punkt divergieren oder mit speziellen Potenzgesetzen gegen Null gehen können. Dabei gibt die Korrelationslänge die Längenskala wieder, auf der eine Korrelation zwischen Ereignissen besteht bzw. auf der sich Fluktuationen erstrecken.
Neben der Korrelationslänge ist die magnetische Suszeptibilität eine am kritischen Punkt divergierende Größe. Wenn man das System einem kleinen Magnetfeld aussetzt, im Hamiltonoperator realisiert durch einen zusätzlichen Term {\displaystyle -h\sum S_{\text{i}}}, so wird dieses nicht in der Lage sein, einen großen kohärenten Cluster zu magnetisieren. Falls jedoch kleine fraktale Cluster existieren, so ändert sich das Bild: die kleinsten dieser Cluster werden problemlos beeinflusst, da sie ein nahezu paramagnetisches Verhalten zeigen. Diese Veränderung beeinflusst jedoch nächstgrößere Cluster, und die Störung breitet sich rasch aus und verändert das gesamte System radikal.
Kritische Systeme sind daher äußerst sensibel gegenüber kleinen Veränderungen in der Umgebung.

### Verletzung der Ergodizität
Ergodizität ist die Annahme, dass ein System bestimmter Temperatur den gesamten Phasenraum erkundet. In einem Ising-Ferromagneten unterhalb von {\displaystyle T_{\mathrm {c} }} geschieht dies jedoch nicht. Stattdessen wählt das System hier vielmehr eine globale Magnetisierung, wobei positive und negative Werte mit gleicher Wahrscheinlichkeit vorkommen, so dass der Phasenraum in zwei Gebiete geteilt ist:
{\displaystyle 0<T<T_{\text{c}}:\qquad \langle S_{\text{i}}\rangle _{T}=\pm \sigma (T)} mit {\displaystyle 0<\sigma (T)<1}
Es ist nicht möglich, von einem Gebiet in das andere zu gelangen, ohne ein Magnetfeld anzulegen oder die Temperatur über die kritische Temperatur {\displaystyle T_{\text{c}}} zu erhöhen. Bei Heisenberg-Magneten sind unterhalb der kritischen Temperatur sogar alle beliebigen Richtungen als äquivalent-separate „Ergozitätskomponenten“ zugelassen, die Beschreibung des Überganges als „kritisches Phänomen“ (insbesondere mit den oben genannten kritischen Exponenten) ist trotzdem gültig.
Bei Spingläsern - bestimmten ungeordneten Spinsystemen - gilt das nicht mehr, jedenfalls in drei Dimensionen nicht, im Wesentlichen weil sie dort ein Kontinuum von nichtäquivalent-separaten Ergozitätskomponenten haben.

## Kritische Exponenten und Universalität
Bei kritischen Phänomen gilt generell, dass sich die Observablen bei Annäherung an den kritischen Punkt verhalten wie {\displaystyle A(T)\propto (T-T_{\text{c}})^{\alpha }} mit einem Exponenten {\displaystyle \alpha }. Dabei hat der Exponent {\displaystyle \alpha } oberhalb und unterhalb von {\displaystyle T_{\text{c}}} im Allgemeinen denselben Wert. Er ist
- bei Konvergenz positiv {\displaystyle \left(\alpha >0\right)}
- bei {\displaystyle \alpha =0} ist logarithmische Divergenz oder unstetiges Verhalten möglich.
- im Divergenzfall negativ {\displaystyle \left(\alpha <0\right).}

Die Exponenten für verschiedene physikalischer Größen werden als kritische Exponenten bezeichnet und sind charakteristische Observablen, die insbesondere gegen Störungen unempfindlich sind, sofern diese nicht die Symmetrie des Systems verändern.
Zwischen den kritischen Exponenten bestehen verschiedene Skalenbeziehungen wie
{\displaystyle \nu ={\frac {\gamma }{2-\eta }}}
mit den kritischen Exponenten
- {\displaystyle \nu } für die Korrelationslänge
- {\displaystyle \gamma } für die Suszeptibilität
- {\displaystyle \eta } für die Korrelationsfunktion.

Dieses Phänomen wird als „scaling“ bezeichnet.
Darüber hinaus gilt Universalität, d. h. die erwähnten Exponenten hängen zwar von der Dimension des Systems und der vorliegenden Symmetrie ab, haben aber jeweils für eine unendlich-große Klasse von Modellen den gleichen Wert.
Sowohl das „scaling“ als auch die Existenz der Universalitätsklassen können von der Renormierungsgruppentheorie qualitativ und quantitativ erklärt werden.

### Kritische Dynamik
Auch bei dynamischen Phänomenen gibt es kritisches Verhalten und Universalität: Die Divergenz der charakteristischen Zeit {\displaystyle \tau } (verbunden mit anderen charakteristischen Phänomenen der „kritischen Verlangsamung“) wird durch einen dynamischen Exponenten {\displaystyle z} auf die Divergenz der Korrelationslänge {\displaystyle \xi } zurückgeführt:
{\displaystyle \tau =\xi ^{\,z}}
Die im Allgemeinen „sehr umfangreichen“ statischen Universitätsklassen spalten in „weniger umfangreiche“ dynamische Universitätsklassen auf, mit unterschiedlichem {\displaystyle z}, aber gleicher kritischer Statik.

### Kritische Opaleszenz
Bei gewissen Flüssigkeitsmischungen gibt es das als kritische Opaleszenz bezeichnete Phänomen der „milchigen Eintrübung“: am kritischen Punkt der Flüssigkeitsmischung bilden sich immer mehr mikroskopisch-feine Tröpfchen, wobei die Wellenlänge der Fluktuationen ständig zunimmt {\displaystyle (\xi \to \infty ),} die Fluktuationsdynamik sich aber gleichzeitig immer weiter verlangsamt {\displaystyle (\tau \to \infty ).}

## Mathematische Hilfsmittel
Viele Eigenschaften des kritischen Verhaltens lassen sich aus der Renormierungsgruppentheorie ableiten. Diese nutzt das Bild der Selbstähnlichkeit aus, um Universalität zu erklären und numerische Werte der kritischen Exponenten vorherzusagen. Eine Rolle spielt auch die Variationsstörungstheorie, welche divergente Störungsreihen in konvergente Entwicklungen der starken Kopplung verändert.
Die Molekularfeldtheorie eignet sich nicht zur Beschreibung kritischer Phänomene, da sie nur weit entfernt vom Phasenübergang gültig ist und Korrelationseffekte vernachlässigt, die in der Nähe des kritischen Punktes an Bedeutung gewinnen, weil dort die Korrelationslänge divergiert.
In zweidimensionalen Systemen bildet die Konforme Feldtheorie ein wirksames Hilfsmittel. Unter Ausnutzung von Skaleninvarianz und einigen weiteren Voraussetzungen, die zu unendlichen Symmetriegruppen führen, konnten eine Reihe neuer Eigenschaften zweidimensionaler kritischer Systeme gefunden werden.

## Anwendungen
Anwendungen gibt es außer in Physik und Chemie auch in Fächern wie der Soziologie und der Finanzwissenschaft (Ökonophysik). Es liegt z. B. nahe, ein Zwei-Parteien-System (näherungsweise) durch ein Ising-Modell zu beschreiben. Beim Übergang von einer Mehrheitsmeinung zur anderen kann man dann unter Umständen die oben beschriebenen kritischen Phänomene beobachten.